# Hetzbach (Flöha)
Der Hetzbach ist ein etwa 10 km langer, rechter Nebenfluss der Flöha bei Oederan im sächsischen Erzgebirge.

## Verlauf
Der Bach entspringt bei Görbersdorf und verläuft Richtung Nordwest nach Oederan. Hier durchfließt er das Ortszentrum und nimmt von rechts u. a. den Bornbach und den Saubach auf. Dann wendet er sich nach Südwest und durchfließt Breitenau, um sich dann wieder nach Nordwest zu wenden, wo er Hetzdorf durchfließt. Dieser Ort gab dem Bach in verkürzter Form seinen Namen. Kurz vor der Mündung in die Flöha wird das Hetzbachtal durch eine 1992 eingeweihte, 344 m lange Spannbetonbrücke überquert, die als Ersatz für das Hetzdorfer Viadukt gebaut wurde.

## Hochwasser
Der Hetzbach ist als Hochwasser-Risikogebiet nach dem sächsischen Wasserhaushaltsgesetz (WHG) eingestuft. Das zeigte sich z. B. beim Augusthochwasser 2002, als der Hetzbach den Miniaturpark Klein-Erzgebirge überflutete und mit Schlamm verwüstete.